# Robert Morgan (réalisateur)
 (avril 2024).
Si vous disposez d'ouvrages ou d'articles de référence ou si vous connaissez des sites web de qualité traitant du thème abordé ici, merci de compléter l'article en donnant les références utiles à sa vérifiabilité et en les liant à la section « Notes et références ».
Pour les articles homonymes, voir Robert Morgan et Morgan.
Robert Morgan est un animateur, réalisateur, scénariste et producteur britannique, né en 1974 à Yateley.

## Filmographie

### Animateur

#### Courts métrages
- 1994 : Paranoid (travail étudiant)
- 1997 : The Man in the Lower-Left Hand Corner of the Photograph
- 2001 : Le Chat qui avait des mains (The Cat with Hands)
- 2003 : La Séparation (The Separation)
- 2011 : Bobby Yeah
- 2014 : Don't Hug Me I'm Scared 3 : Love (6 min)
- 2020 : clip d'ouverture des séances du festival des Hallucinations collectives (uniquement projeté lors du festival)
- 2021 : The Vandal (15 min, séquence de cauchemar)

#### Longs métrages
- 2014 : ABCs of Death 2 (séquence D comme Deloused)
- 2018 : To Dust (vidéo, (1 h 45 min))

### Réalisateur

#### Courts métrages
- 1994 : Paranoid (travail étudiant, 5 min)
- 1997 : The Man in the Lower-Left Hand Corner of the Photograph (14 min)
- 2001 : Le Chat qui avait des mains (The Cat with Hands, 4 min)
- 2003 : La Séparation (The Separation, 9 min)
- 2004 : Monsters (17 min)
- 2009 : Over Taken (7 min)
- 2011 : Bobby Yeah (23 min)
- 2013 : Invocation (3 min)
- 2017 : Belial's Dream (5 min)
- 2018 : To Dust - Nightmares (2 min)
- 2019 : Tomorrow I Will Be Dirt (8 min)
- 2020 : Channel X Cartoon Show (3 min)

#### Longs métrages
- 2006 : Small Gauge Trauma (vidéo, (3 h))
- 2014 : ABCs of Death 2 (séquence D comme Deloused)
- 2023 : Stopmotion (1 h 33 min)[1]

### Scénariste

#### Courts métrages
- 1994 : Paranoid (travail étudiant)
- 1997 : The Man in the Lower-Left Hand Corner of the Photograph
- 2001 : Le Chat qui avait des mains (The Cat with Hands)
- 2003 : La Séparation (The Separation)
- 2004 : Monsters
- 2009 : Over Taken
- 2011 : Bobby Yeah
- 2013 : Invocation
- 2017 : Belial's Dream

#### Longs métrages
- 2014 : ABCs of Death 2 (séquence D comme Deloused)
- 2023 : Stopmotion avec Robin King

### Producteur

#### Courts métrages
- 2011 : Bobby Yeah
- 2013 : Invocation

## Distinctions

### Récompenses
- 2002 : prix Onda Curta au Fantasporto pour The Cat with Hands
- 2003 :
  - prix du public au Sci-Fi-London pour The Cat with Hands
  - grand prix "Animated Dreams - Wooden Wolf" au Festival du film Nuits noires de Tallinn pour The Separation
- 2005 : grand Prix du Court Métrage Fantastique Européen en Argent (Leeds International Film Festival) pour Monsters
- 2023, pour  Stopmotion :
  - meilleur réalisateur au Fantastic Fest
  - prix spécial du jury à la 56e édition du Festival international du film fantastique de Catalogne

### Nominations
- 2012, pour Bobby Yeah :
  - meilleur court-métrage à la 65e cérémonie des British Academy Film Awards
  - Tiger Award du court métrage au Festival international du film de Rotterdam